# Kananga do Japão
Kananga do Japão é uma telenovela brasileira produzida e exibida pela Rede Manchete, entre 19 de julho de 1989 e 25 de março de 1990, em 208 capítulos, substituindo Olho por Olho e sendo substituída por Pantanal. Escrita por Wilson Aguiar Filho, com colaboração de Leila Míccolis, Colmar Diniz, Gil Haguenauer, Guto Graça Mello, Rodrigo Cid e Sérgio Perricone, sob a direção de Wilson Solon e Carlos Magalhães e direção geral de Tizuka Yamasaki, direção de núcleo de Jayme Monjardim. Sucesso de audiência e crítica, venceu seis categorias no Prêmio APCA.
Conta com Christiane Torloni, Raul Gazolla, Tônia Carrero, Giuseppe Oristanio, Elaine Cristina, Carlos Alberto, Júlia Lemmertz e Rosamaria Murtinho nos papéis principais.

## Produção
| “ | O Wilson escreveu a melhor sinopse de TV que já li na vida. Ele desenvolveu toda a história da novela, que conta a saga de dez anos de uma família, como um conto. Isso permite a composição de seu personagem, como no cinema, porque você já tem o todo na cabeça [... a personagem] Dora é 'um quê' de Scarlett O'Hara de ... E o Vento Levou. | ” |

Adolpho Bloch, presidente da Rede Manchete, deu a ideia de produzir um folhetim que mostrasse o Grêmio Recreativo Familiar Kananga do Japão, um famoso cabaré da década de 1930. Com isso, contratou Aguiar Filho, que já produziu Marquesa de Santos e Dona Beija, maior sucesso da teledramaturgia da emissora, desde então. Esse projeto seria uma forma de suprir os prejuízos pela produção anterior, Olho por Olho.
Para desenvolver o texto de Wilson Aguiar Filho, a equipe investiu em material fotográfico, livros e documentos do Museu da Imagem e do Som, Arquivo Nacional e Biblioteca Nacional. A emissora gastou 20 milhões de dólares com a produção da obra, cujas filmagens se iniciaram em 15 de maio de 1989.
Para a história, o elenco teve de aprender dança de salão, samba de gafieira, maxixe e foxtrot, além de capoeira, snooker, etiqueta e noções de judaísmo. Uma maneira utilizada pela Manchete para conquistar o público foi narrar, dentro da história, partes do governo de Getúlio Vargas e Washington Luís e a prisão de Olga Benário. Conforme comentário do diretor artístico Jayme Monjardim, «se essa novela não der certo, a Manchete desistirá da dramaturgia».

### Escolha do elenco

Parte do elenco principal.

A escolha do elenco foi feita pela própria direção de teledramaturgia da emissora. Maitê Proença foi a primeira a ser escolhida para a trama, porém ela estava com a volta para a Rede Globo acertada. Uma forma adquirida pela Rede Manchete foi contratar atores da Rede Globo que faziam sucesso, tais como Glória Pires, Joana Fomm, Cláudia Raia e Marcos Paulo, entretanto não obteve muito êxito, porque vários decidiram ficar na emissora adversária. Por outro lado, para escolherem o intérprete de Alex foi feito um teste com Ernesto Piccolo, Mário Gomes e José de Abreu, porém Raul Gazolla ficou com o papel.

### Cenário e caracterização
"Kananga do Japão mistura ficção, romance e história, com inevitáveis lances folhetinescos, a trama envolve um triângulo amoroso - a fascinante heroína empobrecida pelo crack de 1929, o filho de um rico industrial e o atraente boêmio aventureiro -, os moradores de uma pensão na famosa Praça XI, no Rio, e os freqüentadores' de um cabaré".

—Visão, revista.
O cenário de maior parte da trama é a casa noturna de danças Kananga do Japão, localizada na Praça Onze. Foram envolvidos mais de 200 profissionais para a construção de uma cidade cenográfica em Grumari, no Rio de Janeiro, com cerca de seis mil metros quadrados. A cenografia recaiu ao diretor Rodrigo Cid, o qual projetou lojas, chafarizes, linhas de bonde, colégios e a casa noturna intitulada Kananga do Japão. Outras imagens foram filmadas nos estúdios da Manchete em Vista Alegre, na Zona Norte do Rio.
Poucos dias antes da estreia, a Rede Manchete assinou uma parceria com a Fundação do Cinema Brasileiro, o qual confirmava a cessão de cenas de filmes lançados entre 1930 e 1939. O trabalho de 500 engenheiros, arquitetos e cenógrafos para a construção de bondes, trilhos e casas durou cerca de quatro meses e consumiu 1,5 milhão de dólares do orçamento de 5,5 milhões da telenovela. Segundo comentário da escritora, "o compromisso maior foi retratar o que era a Praça Onze naquela época."
O maquilhador e esteticista Guilherme Pereira e o figurinista Colmar Diniz foram os responsáveis para a caracterização dos personagens de forma condicente com a época retratada. Consoante Pereira, «A maquilhagem dos anos 30 exaltava a beleza da mulher como nunca, daí exigindo de um profissional um profundo sentido estético, precisão e harmonia. Os cabelos em pequenas ondas, as sobrancelhas finas e os olhos caídos faziam um rosto perfeito. Mas qualquer deslize poderia representar um desastre. Então, para se chegar à composição final de cada personagem, foi preciso chegar a um consenso com o figurino, a arte, cenografia e com a direção da novela, além dos próprios atores".

## Enredo
Em 1930, Dora é uma moça fina cuja família perdeu tudo após a Quebra da Bolsa de Valores de Nova Iorque, tendo que se mudar para Rio de Janeiro com a mãe Zulmira e as irmãs Madalena e Alzira para morar na pensão dos tios Joséphine e Epílogo. Ela vai trabalhar no grêmio recreativo Kananga do Japão, onde se apaixona por Alex Ferreira, mas decide casar-se com Danilo, um milionário que poderia salvar sua família. Inconformado, Alex casa-se com Lizette, rival de Dora na dança de salão, mas ambos vivem infelizes separados, ainda mais quando a madrasta de Danilo, a diabólica Letícia, passa a infernizar Dora por ser apaixonada pelo enteado. Elitistas, Sílvia e Chico, irmã e pai de Danilo, também não gostam de Dora por ela ser de família falida e passam a tentar arruinar o casamento.
Enquanto isso Alzira se apaixona pelo primo Júlio, cujo pai Epílogo é contra por desejar uma moça rica para o filho, se ocupando a ponto de não notar as traições de Joséphine ou os assédios do caçula Vado na empregada Isaura. O outro primo de Dora, Henrique, também vive um amor proibido com Hannah, cujos pais dela são contra pelo moço não ser judeu. No Kananga do Japão ainda há o alcoolismo de Daisy pela frieza do marido Orestes; as confusões criadas pelas dançarinas Zazá, Eduarda, Sueli, Eduarda e Amália; as investidas do bicheiro Caveirinha na virginal Madalena; e o triângulo entre Joséphine, Juca e a cantora Lulu Kelly.

## Exibição
Inicialmente, a estreia estava prevista para 16 de junho de 1989, mas a data foi adiada por problemas no elenco e texto. Portanto, o primeiro capítulo de Kananga do Japão exibido no dia 19 de julho do mesmo ano, na faixa da 21h30min pela Rede Manchete. No sábado da primeira semana de exibição, foi transmitido um resumo de todos os episódios apresentados. Apresentada de segunda a sábado, seu último capítulo foi mostrado em 25 de março de 1990, sendo substituída por Pantanal. Foi reapresentada duas vezes, na primeira ocasião, de 21 de maio de 1990 a 18 de janeiro de 1991, de segunda a sábado, sob 209 episódios e, na segunda, entre 18 de março e 10 de outubro de 1997 em 149 capítulos, de segunda a sexta. Em Portugal, foi exibida pela RTP2, somente aos domingos, durante quatro anos.
No fim de cada capítulo, eram exibidas, em três minutos, imagens documentais sobre a época. A vinheta de abertura foi produzida por Adolpho Rosenthal e dividida em quatro temas: porto, guerra, baile e campo, baseados na obra de Cândido Portinari, O Lavrador de Café. Ela representa as danças e os eventos feitos no cabaré Kananga do Japão, sob o som de "Minha", executado pela cantora Misty.

## Elenco
| Intérprete               | Personagem                   |
| ------------------------ | ---------------------------- |
| Christiane Torloni       | Dora Tavares                 |
| Raul Gazolla             | Alex Ferreira                |
| Elaine Cristina          | Lizete L'amour               |
| Giuseppe Oristanio       | Danilo Lima Viana            |
| Tônia Carrero            | Letícia Lima Viana           |
| Carlos Alberto           | Francisco Lima Viana (Chico) |
| Júlia Lemmertz           | Sílvia Lima Viana            |
| Ana Beatriz Nogueira     | Alzira Tavares               |
| Via Negromonte           | Madalena Tavares             |
| Nelson Xavier            | Caveirinha                   |
| Cláudio Marzo            | Noronha                      |
| Carlos Eduardo Dolabella | Orestes Guimarães            |
| Lúcia Alves              | Daisy Guimarães              |
| Chico Díaz               | Olegário                     |
| Yara Lins                | Zulmira Tavares              |
| Rubens Corrêa            | Epílogo Tavares              |
| Rosamaria Murtinho       | Joséphine Tavares            |
| Tarcísio Filho           | Júlio Tavares                |
| Ernesto Piccolo          | Vado Tavares                 |
| Paulo Castelli           | Henrique Tavares             |
| Cristiana Oliveira       | Hannah Franco                |
| Sérgio Viotti            | Saul Franco                  |
| Riva Nimitz              | Eva Franco                   |
| Zezé Motta               | Lulu Kelly                   |
| Haroldo Costa            | Dr. Juca Ferreira            |
| Buza Ferraz              | Dudu                         |
| Ewerton de Castro        | Saraiva                      |
| Tamara Taxman            | Zazá                         |
| Ruy Rezende              | Jorge                        |
| Antônio Pitanga          | Delegado Bira                |
| Vicente Barcellos        | Youschua Franco              |
| Maurício do Valle        | Torquato                     |
| Paulo Barbosa            | Sinhô                        |
| Solange Couto            | Ritinha                      |
| Elisa Lucinda            | Sueli                        |
| Karen Accioly            | Clotilde                     |
| Maria Alves              | Isaura                       |
| Sandro Solviat           | Ataliba                      |
| Maria Sílvia             | Brígida                      |
| Adriana Figueiredo       | Amália                       |

### Participações especiais
| Ator                            | Personagem                           |
| ------------------------------- | ------------------------------------ |
| Abrahão Farc                    | Natan Xavier                         |
| Antônio Pompêo                  | Pai Alabá                            |
| Bete Coelho                     | Lígia Prestes                        |
| Betina Vianny                   | Olga Benário                         |
| Betty Erthal                    | Elise Ewert                          |
| Breno Bonin                     | Plínio Salgado                       |
| Caíque Ferreira                 | Francisco Alves                      |
| Carlinhos de Jesus              | Duque                                |
| Cassiano Ricardo (ator)         | Luiz Carlos Prestes                  |
| Clemente Viscaíno               | Beijo (Benjamim Vargas)              |
| Daniella Perez                  | Eduarda                              |
| Danielle Daumerie               | Odília                               |
| Edwin Luisi Estefano Broering   | Dr. Renato Braga Ten. Severo Fornier |
| Fernando Eiras                  | Mário Reis                           |
| Gerson Brener                   | Dr. Guilherme                        |
| Haroldo de Oliveira             | Ernesto                              |
| Ivan Setta                      | Graciliano Ramos                     |
| Jonas Mello                     | Cesário Campos Alvarenga             |
| Jorge Lafond                    | Madame Satã                          |
| José de Barros e Mauro Silveira | Jararaca & Ratinho                   |
| Luiz Carlos Buruca              | Vicente Celestino                    |
| Luiz Salém                      | Dr. Campos La Paz                    |
| Marcos Oliveira                 | Aparício Torelli                     |
| Marcos Wainberg                 | Berger Ewest                         |
| Marília Barbosa                 | Aracy Cortes                         |
| Nildo Parente                   | Delegado Anésio Frota Aguiar         |
| Paulo Gorgulho                  | Capitão Juarez Távora                |
| Paulo Reis                      | Capitão Eduardo Gomes                |
| Pratinha                        | César Ladeira                        |
| Roberto Bomtempo                | Bodoque                              |
| Sebastião Lemos                 | Ary Barroso                          |
| Sérgio Britto                   | Teodoro                              |
| Silveirinha                     | Valdemar Nóia Luquequi               |
| Stella Miranda                  | Carmen Miranda                       |
| Ricardo Blat                    | Enéas Machado                        |
| Ticiane Pinheiro                | Talita                               |
| Zeni Pereira                    | Maria Santa                          |

## Música
A trilha sonora da telenovela Kananga do Japão, foi lançada no final de setembro de 1989 pelas gravadoras BMG Ariola e RCA em LP e cassete, conta com a produção musical de Guto Graça Mello (que já havia trabalhado pela gravadora Som Livre, como produtor musical de trilhas sonoras da Rede Globo), com assistência de produção e pesquisa de repertório de Tatiana Lohmann, e coordenação de produção de Lia Sampaio e Celso Lessa.
A capa do álbum é estampada pela atriz Christiane Torloni, que interpretou a personagem Dora Tavares, a protagonista da telenovela, com sua expressão marcante e figurino com motivos florais, evoca a estética dramática e romântica que permeia a trama. As músicas presentes na trilha sonora foram escolhidas para servir como temas de personagens e elementos da trama, ambientando as cenas da telenovela e aprofundando a narrativa. Essa seleção musical, que inclui temas específicos para personagens e cenários, evoca paixão, mistério, ambição e os complexos conflitos sociais e políticos que marcaram o período de 1930 a 1945, tanto no Rio de Janeiro quanto no Japão. A trilha sonora complementa a narrativa da trama, que aborda o contexto histórico da Segunda Guerra Mundial e o crescimento do nacionalismo brasileiro, com um foco especial na vida da colônia japonesa no Brasil. A diversidade de gêneros e intérpretes os artistas da MPB, pop, jazz, rock e samba, refletindo a riqueza cultural e as nuances emocionais da época retratada na novela. 
O álbum começa com a primeira faixa, "Dorinha, Meu Amor", de autoria do pianista e compositor José Francisco de Freitas (mais conhecido como Freitinhas) e cantada originalmente por Mário Reis em 1929, que era uma música clássica dos anos 20, além de um marcante samba e carnaval. Foi regravada pelo cantor Luiz Melodia especialmente para a trilha, e serve como tema da protagonista Dora. A segunda faixa é com a cantora Cláudya, em "Uma Noite a Mais", a canção brasileira da versão original de "Papa Can You Hear Me", composta pelos estadunidenses Michel Legrand, Alan e Marilyn Bergman, e foi adaptada pela versão brasileira de Cláudia Rabello, servindo como tema de Hannah. A terceira faixa é "Canção Pra Inglês Ver", composta originalmente por Lamartine Babo em 1931, sendo interpretada pela banda pop Afrodite Se Quiser, e é o tema das externas do Rio de Janeiro. A quarta faixa é "My Funny Valentine", composta pelos americanos Richard Rodgers e Lorenz Hart, e interpretada pela banda brasileira de jazz Nouvelle Cuisine (que fez parte do álbum de estreia homônimo da banda, lançado em 1988 pela gravadora WEA), servindo como tema de Letícia, permeando a atmosfera de romance e mistério. A quinta canção é "Gago Apaixonado", originalmente composta e cantada por Noel Rosa em 1931. A música foi regravada por Evandro Mesquita (fazendo parte do álbum de estreia do cantor, Evandro, lançado em 1986 pelas gravadoras Philips e PolyGram), e serve como tema de Dudu, trazendo leveza e carisma à trama. "Minha", a sexta faixa da trilha, composta por Francis Hime e Ruy Guerra, interpretada pela cantora Misty, é o tema de abertura da telenovela.
A sétima faixa, "Gosto que me Enrosco", é uma canção clássica dos anos 20, composta originalmente por Sinhô e interpretada pelo cantor Mário Reis (que a cantou pela primeira vez em 1928 e regravou em 1971 para seu álbum de estúdio homônimo, lançado pela gravadora EMI-Odeon), sendo usada como tema das relações sociais e do clima boêmio da época. A oitava faixa, "Passional", é uma música instrumental composta e interpretada pela banda de rock progressivo Sagrado Coração da Terra, evocando temas de drama e mistério inerentes aos conflitos da trama. A nona faixa, "Aquarela do Brasil", foi composta originalmente por Ary Barroso e gravada por Francisco Alves em 1939, sendo regravada pela cantora Elis Regina (que fez parte do álbum de estúdio da cantora, Saudade do Brasil, lançado em 1980 pela gravadora WEA), e é usada como tema da brasilidade, do patriotismo e do cenário histórico que permeia a narrativa da Segunda Guerra Mundial. A décima faixa, "Pela Décima Vez", composto por Noel Rosa (originalmente em 1935) e interpretada por Angela Rô Rô, serve como tema para as desilusões amorosas e conflitos sentimentais de personagens na trama. A décima-primeira faixa, "Coisas Nossas", também composta por Noel Rosa (originalmente em 1932), foi gravada e interpretada pelo grupo vocal Garganta Profunda, reforçando os temas das externas do Rio de Janeiro. A trilha sonora Kananga do Japão termina com a música instrumental "Fly Away and End Credits", do maestro e compositor estadunidense James Horner, em parceria com os compositores Barry Mann e sua esposa Cynthia Weil, que serve como tema de encerramento e de reflexão sobre os desfechos da trama e o período histórico.
Márcia Cezimbra, periodista do Jornal do Brasil, não gostou das canções escolhidas para a obra: "[as músicas] que leva ao ar não são da época em que se passa a novela, [é] uma trilha fora do ritmo".
| Lado A |                                           |                                     |                    |         |  |
| N.º    | Título                                    | Compositor(es)                      | Artista(s)         | Duração |  |
| 1.     | "Dorinha, Meu Amor"                       | José Francisco de Freitas           | Luiz Melodia       | 02:50   |  |
| 2.     | "Uma Noite a Mais (Papa Can You Hear Me)" | (original) Cláudio Rabello (versão) | Cláudya            | 03:30   |  |
| 3.     | "Canção Pra Inglês Ver"                   | Lamartine Babo                      | Afrodite se Quiser | 02:46   |  |
| 4.     | "My Funny Valentine"                      | Richard Rodgers Lorenz Hart         | Nouvelle Cuisine   | 05:23   |  |
| 5.     | "Gago Apaixonado"                         | Noel Rosa                           | Evandro Mesquita   | 02:04   |  |
| 6.     | "Minha" (Tema de abertura)                | Francis Hime Ruy Guerra             | Misty              | 01:34   |  |

| Lado B |                            |                                |                          |         |  |
| N.º    | Título                     | Compositor(es)                 | Artista(s)               | Duração |  |
| 7.     | "Gosto que me Enrosco"     | Sinhô                          | Mário Reis               | 02:27   |  |
| 8.     | "Passional" (Instrumental) | Sagrado Coração da Terra       | Sagrado Coração da Terra | 03:32   |  |
| 9.     | "Aquarela do Brasil"       | Ary Barroso                    | Elis Regina              | 02:51   |  |
| 10.    | "Pela Décima Vez"          | Noel Rosa                      | Ângela Rô Rô             | 03:48   |  |
| 11.    | "Coisas Nossas"            | Noel Rosa                      | Garganta Profunda        | 02:45   |  |
| 12.    | "Fly Away and End Credits" | Horner Barry Mann Cynthia Weil | James Horner             | 06:20   |  |

## Lançamento e repercussão

### Audiência
No Rio de Janeiro, principal praça da Manchete, Kananga do Japão marcou com 20 pontos no primeiro capítulo, representando um aumento de 14 pontos em relação à estreia da anterior, Olho por Olho, que teve 6. Ao longo da exibição, novela manteve uma audiência entre 15 e 25 pontos no Rio. A média geral na capital carioca foi de 20 pontos, considerada um sucesso acima do esperado. Já em São Paulo, onde a emissora não tinha muita força ou concentrava muitos esforços, Kananga do Japão estreou com 6 pontos, triplicando o resultado da estreia da novela anterior, e teve média geral de 5 pontos.

### Avaliação em retrospecto

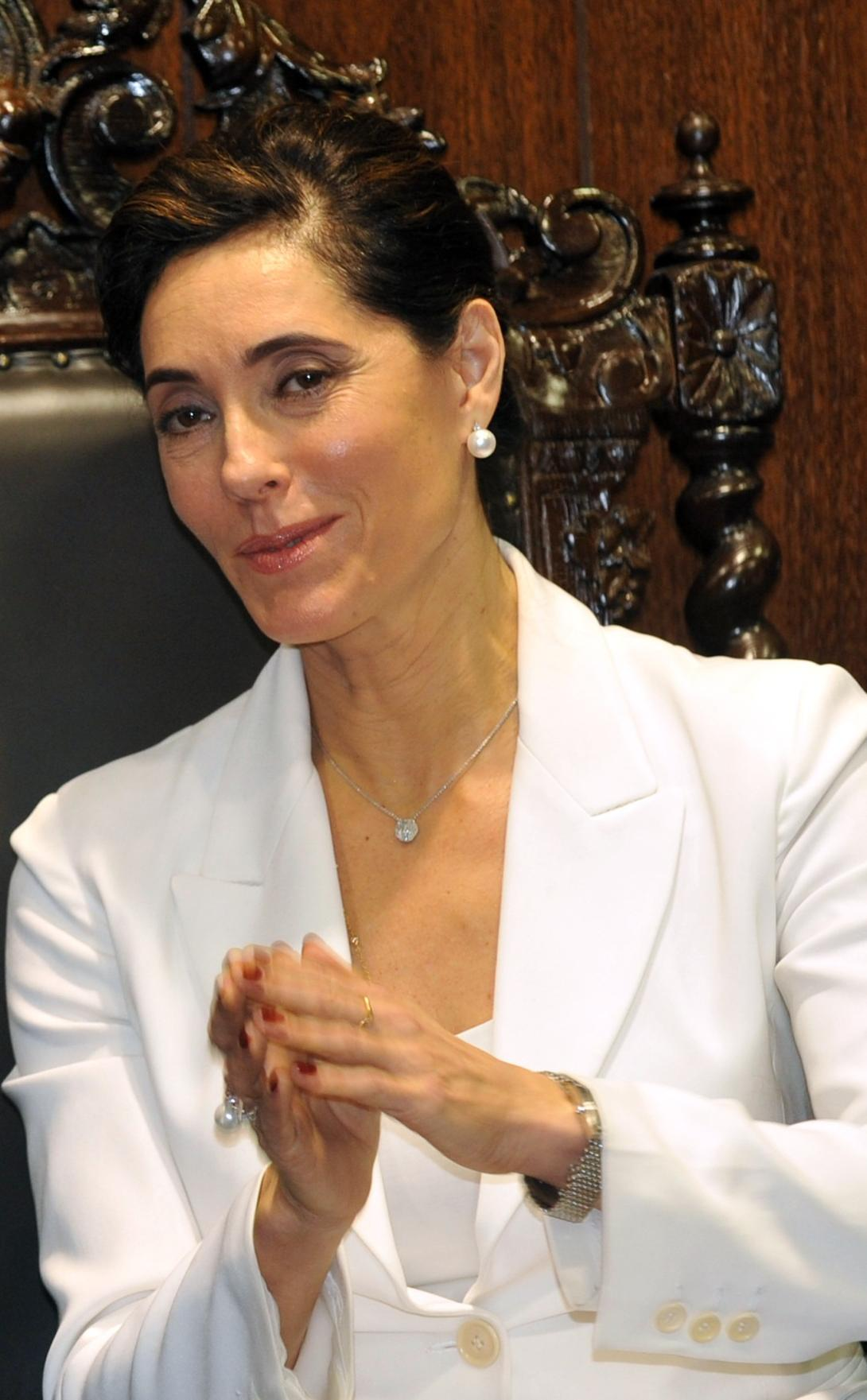
Segundo o jornalista Laranjeira, a beleza de Cristiane Torloni "nunca foi tão bem mostrada em nenhuma outra novela".

A revista Veja comentou logo após a estreia: "Neste início, ficou evidente a intenção dos diretores de usar tomadas de estilo cinematográfico, fugindo da rotina das câmaras bem aproximadas dos personagens sempre que há diálogos [...] a Rede Globo deixou evidente que enxerga na novela uma concorrente de peso e vê a possibilidade de a Manchete reeditar o êxito de Dona Beija, de 1986".
Um colunista da Última Hora avaliou positivamente a história e observou que "é louvável o que a Rede Manchete vem tentando em termos de qualidade plástica e artística para fazer de Kananga do Japão uma novela a nível das melhores produções da Rede Globo, [é] uma disputa sadia e necessária porque atrás dela nascem centenas de empregos". Linda Monteiro, do mesmo jornal, analisou Raul Gazzola: "jovem, bonito, com boa expressão corporal, [tem] grande intimidade com a dança, uma figura de um típico malandro da boêmia carioca [com] o olhar, a voz, os trejeitos, a ginga de corpo e o sorriso maroto de conquistador". Braulio Tavares, do Jornal do Brasil, disse: "a produção bem cuidada, o visual irrepreensível, o background histórico e social, o trato hábil com luzes e câmaras, a coreografia fluida, os figurinos e cenários convincentes [estão ali]". Por outro lado, o jornalista Fernando de Morais criticou a dança: "a montagem do balé é um insulto: Olga Benário, que era judia mas não dava a isso importância alguma, gritaria vivas a Israel. E os produtores alemães e americanos interessados no filme fizeram muita chantagem para rodar um fita apenas policial. Não autorizei".
O repórter Arthur Laranjeira, de O Dia, disse que "[há] belas imagens, [com] excelente trabalho de reconstituição dos anos 30 revelado em perfeitas maquiagens, figurinos [e] cenários [...] Guilherme Pereira [mostrou-se] preocupado com cada detalhe dos muitos rostos com que trabalhou, modificando-os durante as várias fases da novela". Ainda, avaliou os atores e suas interpretações: "Raul Gazzola [transformou-se] em novo símbolo sexual. A beleza de Cristiane Torloni nunca foi tão bem mostrada em nenhuma outra novela. Tônia Carrero vem mostrando bons momentos, enfrentou cenas perigosas sem cair no ridículo".
A jornalista Regina Rito criticou a cena de nudez da personagem Dora: "aparece com os seios inteiramente nus!", por outro lado, uma telespectadora carioca enviou uma carta de discórdia: "Será que se a cena fosse da novela Tieta mereceria censura ou será que os seios da Isadora Ribeiro e o bumbum do rapaz no término da novela Brega & Chique são fatos absolutamente normais? Atitudes como esta reforçam uma postura iníqua, de uma jornalista que coloca a opinião e o gosto nas matérias contra o trabalho de pessoas sérias."

### Prêmios e indicações
O troféu APCA, premiação organizada pela Associação Paulista de Críticos de Arte indicou Kananga do Japão a seis categorias para a seção de televisão, as quais venceram. Rodrigo Cid, Sérgio Perricone e Gil Haguenauer foram selecionados à melhor cenografia, Guto Graça Mello à melhor trilha sonora, Colmar Diniz recebeu a condecoração de melhor figurino, Adolph Rosenthal e Tony Cid Guimarães foram escolhidos por melhor abertura e Cristiana Oliveira venceu na categoria de melhor revelação feminina. O troféu Imprensa, realizado anualmente, indicou-a como melhor novela e selecionou Raul Gazzola para concorrer à revelação, porém não venceram.[carece de fontes?]